# 憲教類典
『憲教類典』（けんきょうるいてん）は、天正年間より寛政年間の、主に江戸幕府の法令を編纂した書。

## 編纂の経緯
蝦夷地探検で著名な近藤重蔵が、19歳の寛政元年（1789年）の時から編纂を始め、寛政10年（1798年）に完成した。同年、若年寄堀田摂津守正敦の命をうけて、近藤は幕府にこの書を献上した。その後、文政元年（1818年）には、幕府書物奉行で編者でもあった近藤へ、『憲教類典』の増補改訂が命じられた。つまり、当初は近藤による私撰の法令集であったが、幕府の命による改訂作業を経て官撰の法令集として、この書が位置づけられる結果となった。
この書は5集147部147巻に分類され、内閣文庫所蔵の「記録解題」によると本書は154巻132冊からなる。『憲教類典』は、昌平坂学問所に収められ、明治以降内閣文庫に所蔵された。

## 刊本
汲古書院出版の『内閣文庫所蔵史籍叢刊』によって、その全貌が明らかとなっている。
- 「憲教類典1」『内閣文庫所蔵史籍叢刊 37』汲古書院、1984年。
- 「憲教類典2」『内閣文庫所蔵史籍叢刊 38』汲古書院、1984年。
- 「憲教類典3」『内閣文庫所蔵史籍叢刊 39』汲古書院、1984年。
- 「憲教類典4」『内閣文庫所蔵史籍叢刊 40』汲古書院、1984年。
- 「憲教類典5」『内閣文庫所蔵史籍叢刊 41』汲古書院、1984年。
- 「憲教類典6」『内閣文庫所蔵史籍叢刊 42』汲古書院、1984年。
- 「憲教類典7」『内閣文庫所蔵史籍叢刊 43』汲古書院、1984年。